# Dendrobium fugax
Dendrobium fugax är en orkidéart som beskrevs av Heinrich Gustav Reichenbach. Dendrobium fugax ingår i släktet Dendrobium, och familjen orkidéer. Inga underarter finns listade i Catalogue of Life.

## Bilder

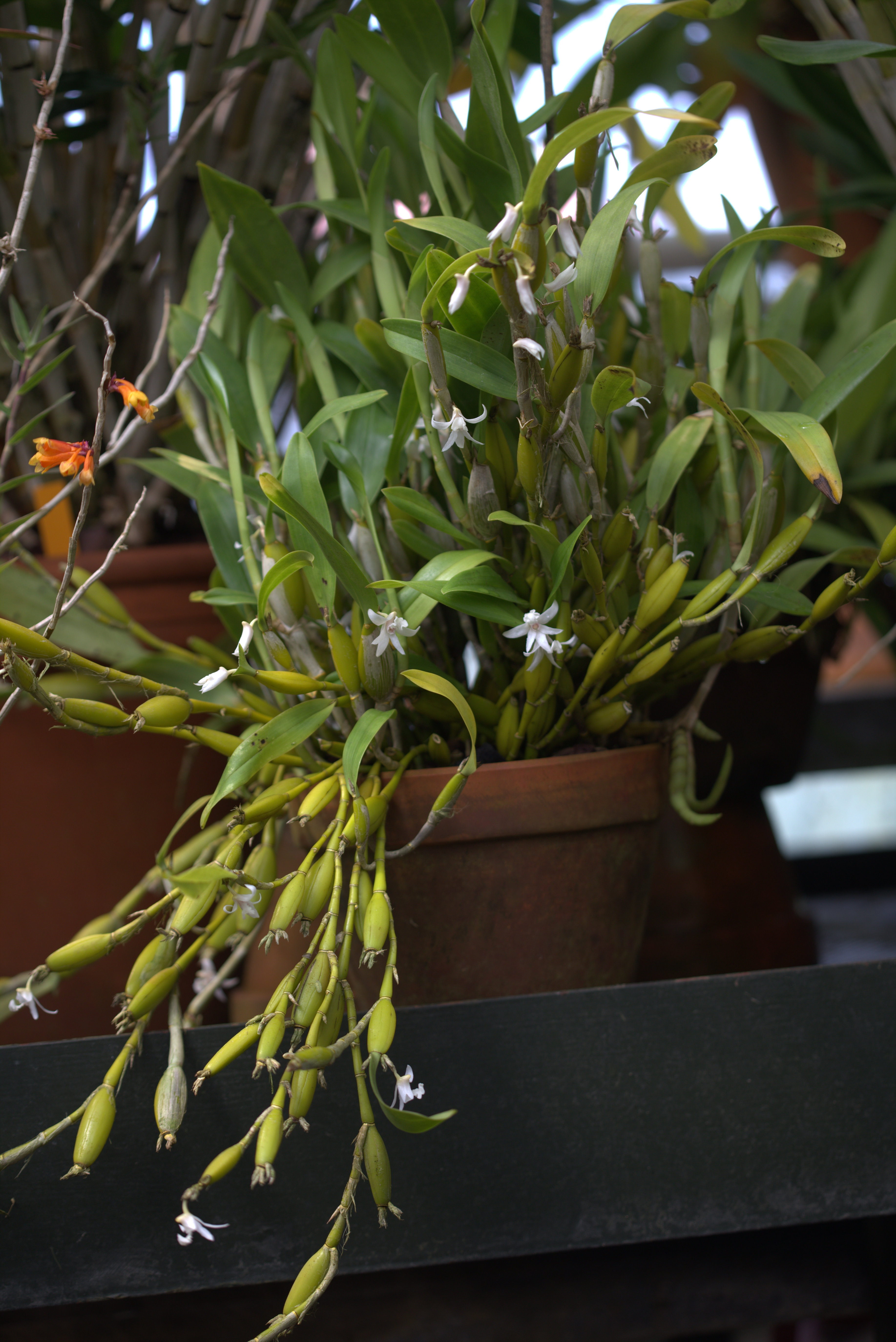
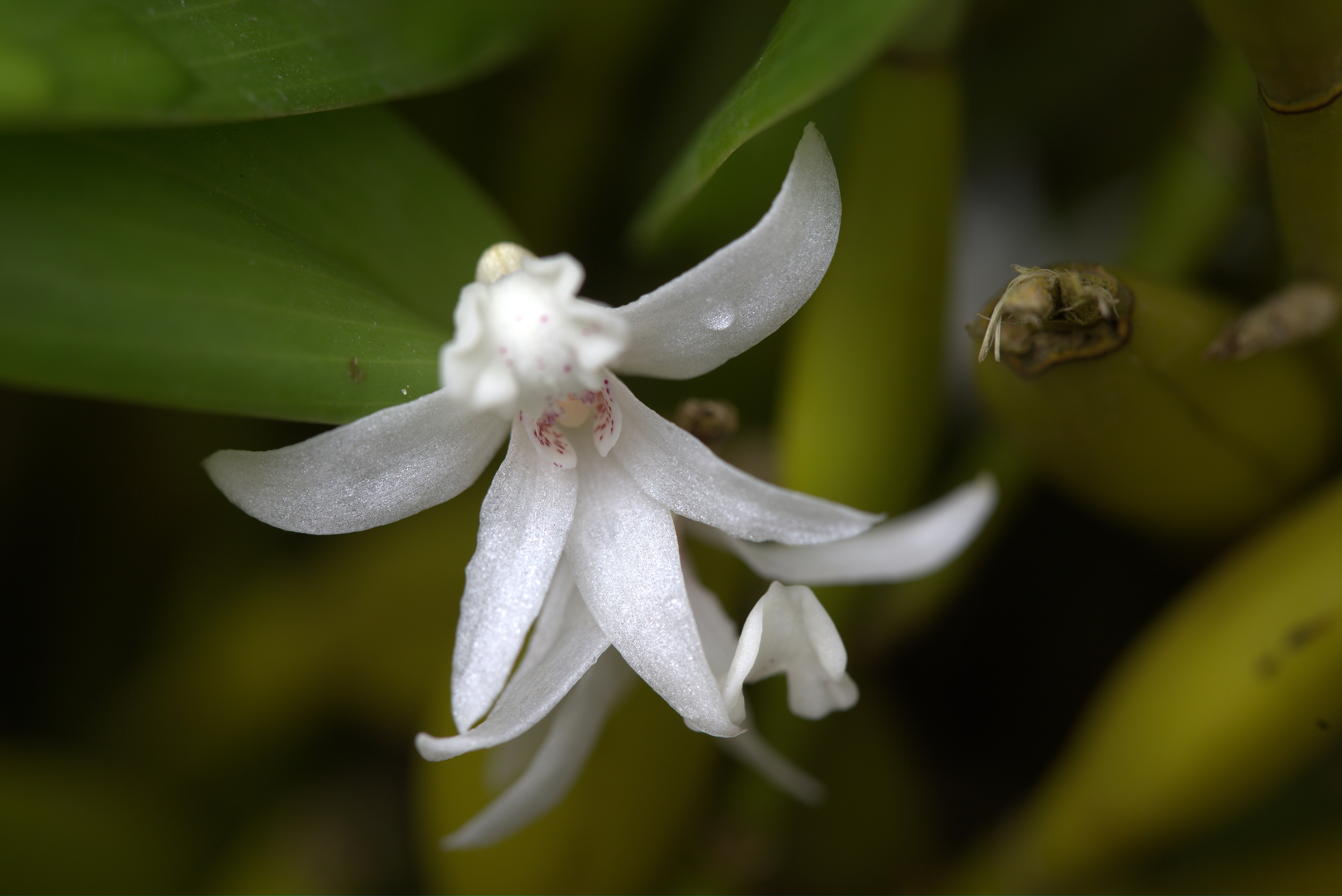